# Филофей (Контаровский)
Филофей Контаровский — игумен Лебединского Заднепровского монастыря. 
Воспитывался в Киевской духовной коллегии. В литературе известен как автор писем к игумену Киево-Выдубицкого монастыря Иакову.
Письма эти, написанные в 1764—1767 гг. и касающиеся борьбы православия с католичеством и униею в юго-западной России, были найдены в архиве Выдубицкого монастыря и напечатаны Аскоченским, вместе с другими документами, под заглавием «Известия об унии, извлеченные из переписки разных лиц» в журнале «Домашняя беседа», 1859, №№ 14—20.